# Pyrgulopsis montezumensis
Pyrgulopsis montezumensis là danh pháp hai phần của một loài ốc nước ngọt rất nhỏ có nắp, là động vật thân mềm chân bụng sống dưới nước thuộc họ Hydrobiidae.
Đây là loài đặc hữu của Hoa Kỳ. Môi trường sống tự nhiên của chúng là sông ngòi.